# 10e étape du Tour de France 2021
Pour un article plus général, voir Tour de France 2021.
La 10e étape du Tour de France 2021 se déroule le mardi 6 juillet 2021 entre Albertville et Valence, sur une distance de 190,7 kilomètres.

## Parcours
Cette étape de plaine propose 1 472 mètres de dénivelé positif à travers les départements de la Savoie, de l'Isère et de la Drôme dans une orientation sud-ouest. Elle traverse notamment la ville de Chambéry, longe le massif de la Chartreuse, puis le parc naturel régional du Vercors du côté de Saint-Quentin-sur-Isère et du village médiéval de Saint-Nazaire-en-Royans.
Le col de Couz, situé au km 58,5 en Savoie, et classé en 4e catégorie (7,4 km à 2,8 %), constitue la seule difficulté dans le cadre du Grand Prix de la montagne. À noter que le col de la Placette (5,1 km à 2,8 %) est également au programme au km 82,3 en Isère, mais non répertorié, le sprint intermédiaire y étant déjà jugé à son sommet.
La fin du parcours présente un profil descendant le long de la vallée du Rhône, pour rejoindre Valence où l'arrivée est jugée sur l'Avenue des Romans après une ultime ligne droite de 350 mètres.

## Résultats

### Classement de l'étape
| Classement de la 10e étape | Classement de la 10e étape | Classement de la 10e étape | Classement de la 10e étape | Classement de la 10e étape |
|                            | Coureur                    | Pays                       | Équipe                     | Temps                      |
| -------------------------- | -------------------------- | -------------------------- | -------------------------- | -------------------------- |
| 1er                        | Mark Cavendish             | Royaume-Uni                | Deceuninck-Quick Step      | en 4 h 14 min 7 s          |
| 2e                         | Wout van Aert              | Belgique                   | Jumbo-Visma                | + 0 s                      |
| 3e                         | Jasper Philipsen           | Belgique                   | Alpecin-Fenix              | + 0 s                      |
| 4e                         | Nacer Bouhanni             | France                     | Arkéa-Samsic               | + 0 s                      |
| 5e                         | Michael Matthews           | Australie                  | Team BikeExchange          | + 0 s                      |
| 6e                         | Michael Mørkøv             | Danemark                   | Deceuninck-Quick Step      | + 0 s                      |
| 7e                         | André Greipel              | Allemagne                  | Israel Start-Up Nation     | + 0 s                      |
| 8e                         | Peter Sagan                | Slovaquie                  | Bora-Hansgrohe             | + 0 s                      |
| 9e                         | Anthony Turgis             | France                     | TotalEnergies              | + 0 s                      |
| 10e                        | Cees Bol                   | Pays-Bas                   | Team DSM                   | + 0 s                      |
| modifier                   |                            |                            |                            |                            |

### Points attribués
| Sprint intermédiaire La Placette (km 82,3) | Sprint intermédiaire La Placette (km 82,3) | Sprint intermédiaire La Placette (km 82,3) | Sprint intermédiaire La Placette (km 82,3) | Sprint intermédiaire La Placette (km 82,3) |
| ------------------------------------------ | ------------------------------------------ | ------------------------------------------ | ------------------------------------------ | ------------------------------------------ |
|                                            | Coureur                                    | Pays                                       | Équipe                                     | Point(s)                                   |
| 1er                                        | Tosh Van Der Sande                         | Belgique                                   | Lotto-Soudal                               | 20                                         |
| 2e                                         | Hugo Houle                                 | Canada                                     | Astana-Premier Tech                        | 17                                         |
| 3e                                         | Sonny Colbrelli                            | Italie                                     | Bahrain Victorious                         | 15                                         |
| 4e                                         | Michael Matthews                           | Australie                                  | Team BikeExchange                          | 13                                         |
| 5e                                         | Jasper Philipsen                           | Belgique                                   | Alpecin-Fenix                              | 11                                         |
| 6e                                         | Peter Sagan                                | Slovaquie                                  | Bora-Hansgrohe                             | 10                                         |
| 7e                                         | Davide Ballerini                           | Italie                                     | Deceuninck-Quick Step                      | 9                                          |
| 8e                                         | Kasper Asgreen                             | Danemark                                   | Deceuninck-Quick Step                      | 8                                          |
| 9e                                         | Harry Sweeny                               | Australie                                  | Lotto-Soudal                               | 7                                          |
| 10e                                        | Silvan Dillier                             | Suisse                                     | Alpecin-Fenix                              | 6                                          |
| 11e                                        | Stefan Küng                                | Suisse                                     | Groupama-FDJ                               | 5                                          |
| 12e                                        | Daniel Oss                                 | Italie                                     | Bora-Hansgrohe                             | 4                                          |
| 13e                                        | Davide Formolo                             | Italie                                     | UAE Team Emirates                          | 3                                          |
| 14e                                        | Jesús Herrada                              | Espagne                                    | Cofidis                                    | 2                                          |
| 15e                                        | Marc Hirschi                               | Suisse                                     | UAE Team Emirates                          | 1                                          |
| modifier                                   |                                            |                                            |                                            |                                            |

| Arrivée d'étape Valence (km 190,7) | Arrivée d'étape Valence (km 190,7) | Arrivée d'étape Valence (km 190,7) | Arrivée d'étape Valence (km 190,7) | Arrivée d'étape Valence (km 190,7) |
| ---------------------------------- | ---------------------------------- | ---------------------------------- | ---------------------------------- | ---------------------------------- |
|                                    | Coureur                            | Pays                               | Équipe                             | Point(s)                           |
| 1er                                | Mark Cavendish                     | Royaume-Uni                        | Deceuninck-Quick Step              | 50                                 |
| 2e                                 | Wout van Aert                      | Belgique                           | Jumbo-Visma                        | 30                                 |
| 3e                                 | Jasper Philipsen                   | Belgique                           | Alpecin-Fenix                      | 20                                 |
| 4e                                 | Nacer Bouhanni                     | France                             | Arkéa-Samsic                       | 18                                 |
| 5e                                 | Michael Matthews                   | Australie                          | Team BikeExchange                  | 16                                 |
| 6e                                 | Michael Mørkøv                     | Danemark                           | Deceuninck-Quick Step              | 14                                 |
| 7e                                 | André Greipel                      | Allemagne                          | Israel Start-Up Nation             | 12                                 |
| 8e                                 | Peter Sagan                        | Slovaquie                          | Bora-Hansgrohe                     | 10                                 |
| 9e                                 | Anthony Turgis                     | France                             | TotalEnergies                      | 8                                  |
| 10e                                | Cees Bol                           | Pays-Bas                           | Team DSM                           | 7                                  |
| 11e                                | Boy van Poppel                     | Pays-Bas                           | Intermarché-Wanty-Gobert Matériaux | 6                                  |
| 12e                                | Iván García Cortina                | Espagne                            | Movistar                           | 5                                  |
| 13e                                | Edward Theuns                      | Belgique                           | Trek-Segafredo                     | 4                                  |
| 14e                                | Christophe Laporte                 | France                             | Cofidis                            | 3                                  |
| 15e                                | Cyril Barthe                       | France                             | B&B Hotels p/b KTM                 | 2                                  |
| modifier                           |                                    |                                    |                                    |                                    |

### Bonifications en temps
|   | Coureur          | Pays        | Équipe                | Secondes |
| - | ---------------- | ----------- | --------------------- | -------- |
| 1 | Mark Cavendish   | Royaume-Uni | Deceuninck-Quick Step | 10 s     |
| 2 | Wout van Aert    | Belgique    | Jumbo-Visma           | 6 s      |
| 3 | Jasper Philipsen | Belgique    | Alpecin-Fenix         | 4 s      |

### Cols et côtes
| Col de Couz (km 58,5) 4e catégorie (7,4 km à 2,8 %) | Col de Couz (km 58,5) 4e catégorie (7,4 km à 2,8 %) | Col de Couz (km 58,5) 4e catégorie (7,4 km à 2,8 %) | Col de Couz (km 58,5) 4e catégorie (7,4 km à 2,8 %) | Col de Couz (km 58,5) 4e catégorie (7,4 km à 2,8 %) |
| --------------------------------------------------- | --------------------------------------------------- | --------------------------------------------------- | --------------------------------------------------- | --------------------------------------------------- |
|                                                     | Coureur                                             | Pays                                                | Équipe                                              | Point(s)                                            |
| 1er                                                 | Hugo Houle                                          | Canada                                              | Astana-Premier Tech                                 | 1                                                   |
| modifier                                            |                                                     |                                                     |                                                     |                                                     |

### Prix de la combativité
- Hugo Houle (Astana-Premier Tech)

## Classements à l'issue de l'étape

### Classement général
| Classement général | Classement général | Classement général | Classement général  | Classement général  |
|                    | Coureur            | Pays               | Équipe              | Temps               |
| ------------------ | ------------------ | ------------------ | ------------------- | ------------------- |
| 1er                | Tadej Pogačar      | Slovénie           | UAE Team Emirates   | en 38 h 25 min 17 s |
| 2e                 | Ben O'Connor       | Australie          | AG2R Citroën        | + 2 min 1 s         |
| 3e                 | Rigoberto Urán     | Colombie           | EF Education-Nippo  | + 5 min 18 s        |
| 4e                 | Jonas Vingegaard   | Danemark           | Jumbo-Visma         | + 5 min 32 s        |
| 5e                 | Richard Carapaz    | Équateur           | Ineos Grenadiers    | + 5 min 33 s        |
| 6e                 | Enric Mas          | Espagne            | Movistar            | + 5 min 47 s        |
| 7e                 | Wilco Kelderman    | Pays-Bas           | Bora-Hansgrohe      | + 5 min 58 s        |
| 8e                 | Alexey Lutsenko    | Kazakhstan         | Astana-Premier Tech | + 6 min 12 s        |
| 9e                 | Guillaume Martin   | France             | Cofidis             | + 7 min 2 s         |
| 10e                | David Gaudu        | France             | Groupama-FDJ        | + 7 min 22 s        |
| modifier           |                    |                    |                     |                     |

| Classement par points | Classement par points | Classement par points | Classement par points | Classement par points |
| --------------------- | --------------------- | --------------------- | --------------------- | --------------------- |
|                       | Coureur               | Pays                  | Équipe                | Point(s)              |
| 1er                   | Mark Cavendish        | Royaume-Uni           | Deceuninck-Quick Step | 218 points            |
| 2e                    | Michael Matthews      | Australie             | Team BikeExchange     | 159 pts               |
| 3e                    | Sonny Colbrelli       | Italie                | Bahrain Victorious    | 136 pts               |
| 4e                    | Jasper Philipsen      | Belgique              | Alpecin-Fenix         | 133 pts               |
| 5e                    | Nacer Bouhanni        | France                | Arkéa-Samsic          | 117 pts               |
| 6e                    | Julian Alaphilippe    | France                | Deceuninck-Quick Step | 99 pts                |
| 7e                    | Peter Sagan           | Slovaquie             | Bora-Hansgrohe        | 92 pts                |
| 8e                    | Tadej Pogačar         | Slovénie              | UAE Team Emirates     | 89 pts                |
| 9e                    | Wout van Aert         | Belgique              | Jumbo-Visma           | 77 pts                |
| 10e                   | Matej Mohorič         | Slovénie              | Bahrain Victorious    | 62 pts                |
| modifier              |                       |                       |                       |                       |

| Classement du meilleur grimpeur | Classement du meilleur grimpeur | Classement du meilleur grimpeur | Classement du meilleur grimpeur | Classement du meilleur grimpeur |
| ------------------------------- | ------------------------------- | ------------------------------- | ------------------------------- | ------------------------------- |
|                                 | Coureur                         | Pays                            | Équipe                          | Point(s)                        |
| 1er                             | Nairo Quintana                  | Colombie                        | Arkéa-Samsic                    | 50 points                       |
| 2e                              | Michael Woods                   | Canada                          | Israel Start-Up Nation          | 42 pts                          |
| 3e                              | Wout Poels                      | Pays-Bas                        | Bahrain Victorious              | 39 pts                          |
| 4e                              | Ben O'Connor                    | Australie                       | AG2R Citroën                    | 24 pts                          |
| 5e                              | Sergio Higuita                  | Colombie                        | EF Education-Nippo              | 22 pts                          |
| 6e                              | Guillaume Martin                | France                          | Cofidis                         | 14 pts                          |
| 7e                              | Matej Mohorič                   | Slovénie                        | Bahrain Victorious              | 11 pts                          |
| 8e                              | Dylan Teuns                     | Belgique                        | Bahrain Victorious              | 10 pts                          |
| 9e                              | Tadej Pogačar                   | Slovénie                        | UAE Team Emirates               | 10 pts                          |
| 10e                             | Mattia Cattaneo                 | Italie                          | Deceuninck-Quick Step           | 9 pts                           |
| modifier                        |                                 |                                 |                                 |                                 |

| Classement général du meilleur jeune | Classement général du meilleur jeune | Classement général du meilleur jeune | Classement général du meilleur jeune | Classement général du meilleur jeune |
|                                      | Coureur                              | Pays                                 | Équipe                               | Temps                                |
| ------------------------------------ | ------------------------------------ | ------------------------------------ | ------------------------------------ | ------------------------------------ |
| 1er                                  | Tadej Pogačar                        | Slovénie                             | UAE Team Emirates                    | en 38 h 25 min 17 s                  |
| 2e                                   | Jonas Vingegaard                     | Danemark                             | Jumbo-Visma                          | + 5 min 32 s                         |
| 3e                                   | David Gaudu                          | France                               | Groupama-FDJ                         | + 7 min 22 s                         |
| 4e                                   | Aurélien Paret-Peintre               | France                               | AG2R Citroën                         | + 11 min 54 s                        |
| 5e                                   | Sergio Higuita                       | Colombie                             | EF Education-Nippo                   | + 44 min 1 s                         |
| 6e                                   | Valentin Madouas                     | France                               | Groupama-FDJ                         | + 1 h 1 min 28 s                     |
| 7e                                   | Lucas Hamilton                       | Australie                            | Team BikeExchange                    | + 1 h 2 min 1 s                      |
| 8e                                   | Mark Donovan                         | Royaume-Uni                          | Team DSM                             | + 1 h 5 min 33 s                     |
| 9e                                   | Neilson Powless                      | États-Unis                           | EF Education-Nippo                   | + 1 h 10 min 43 s                    |
| 10e                                  | Brent Van Moer                       | Belgique                             | Lotto-Soudal                         | + 1 h 12 min 3 s                     |
| modifier                             |                                      |                                      |                                      |                                      |

| Classement par équipes | Classement par équipes | Classement par équipes | Classement par équipes |
|                        | Équipe                 | Pays                   | Temps                  |
| ---------------------- | ---------------------- | ---------------------- | ---------------------- |
| 1re                    | Bahrain Victorious     | Bahreïn                | en 115 h 33 min 28 s   |
| 2e                     | AG2R Citroën           | France                 | + 18 min 4 s           |
| 3e                     | Ineos Grenadiers       | Royaume-Uni            | + 29 min 7 s           |
| 4e                     | EF Education-Nippo     | États-Unis             | + 42 min 38 s          |
| 5e                     | Astana-Premier Tech    | Kazakhstan             | + 43 min 17 s          |
| 6e                     | Bora-Hansgrohe         | Allemagne              | + 57 min 6 s           |
| 7e                     | Jumbo-Visma            | Pays-Bas               | + 59 min 11 s          |
| 8e                     | UAE Team Emirates      | Émirats arabes unis    | + 1 h 6 min 18 s       |
| 9e                     | Movistar               | Espagne                | + 1 h 13 min 13 s      |
| 10e                    | Trek-Segafredo         | États-Unis             | + 1 h 18 min 45 s      |
| modifier               |                        |                        |                        |

## Abandons
- Jonas Koch (Intermarché-Wanty-Gobert Matériaux) : non-partant[2]